# Kyzil-Kala
Kyzyl-Kala, ou Qyzyl Qala ("Forteresse rouge"), est une ancienne forteresse du Karakalpakstan, en Ouzbékistan, construite entre le Ier siècle et le IVe siècle de notre ère dans la région historique de Khwarezm (Chorasmie),. La petite forteresse de Kyzyl-Kala se trouve à environ 1 km de celle de Toprak-kala. Elle servait peut-être de défense avancée au site de Toprak Kala. Elle a été restaurée au XIIe siècle de notre ère. Aujourd'hui, cette forteresse fait l'objet un programme moderne de rénovation en vue de faire connaître son état d'origine. Elle fait partie des Cinquante oasis forteresses actuelles de l'Ouzbékistan. Kyzyl-Kala a été occupée par le Chah du Khwarezm Ala ad-Din Muhammad (1169, 1200-1220), avant de tomber aux mains des envahisseurs lors de l'invasion mongole de l'Empire khwarezmien.

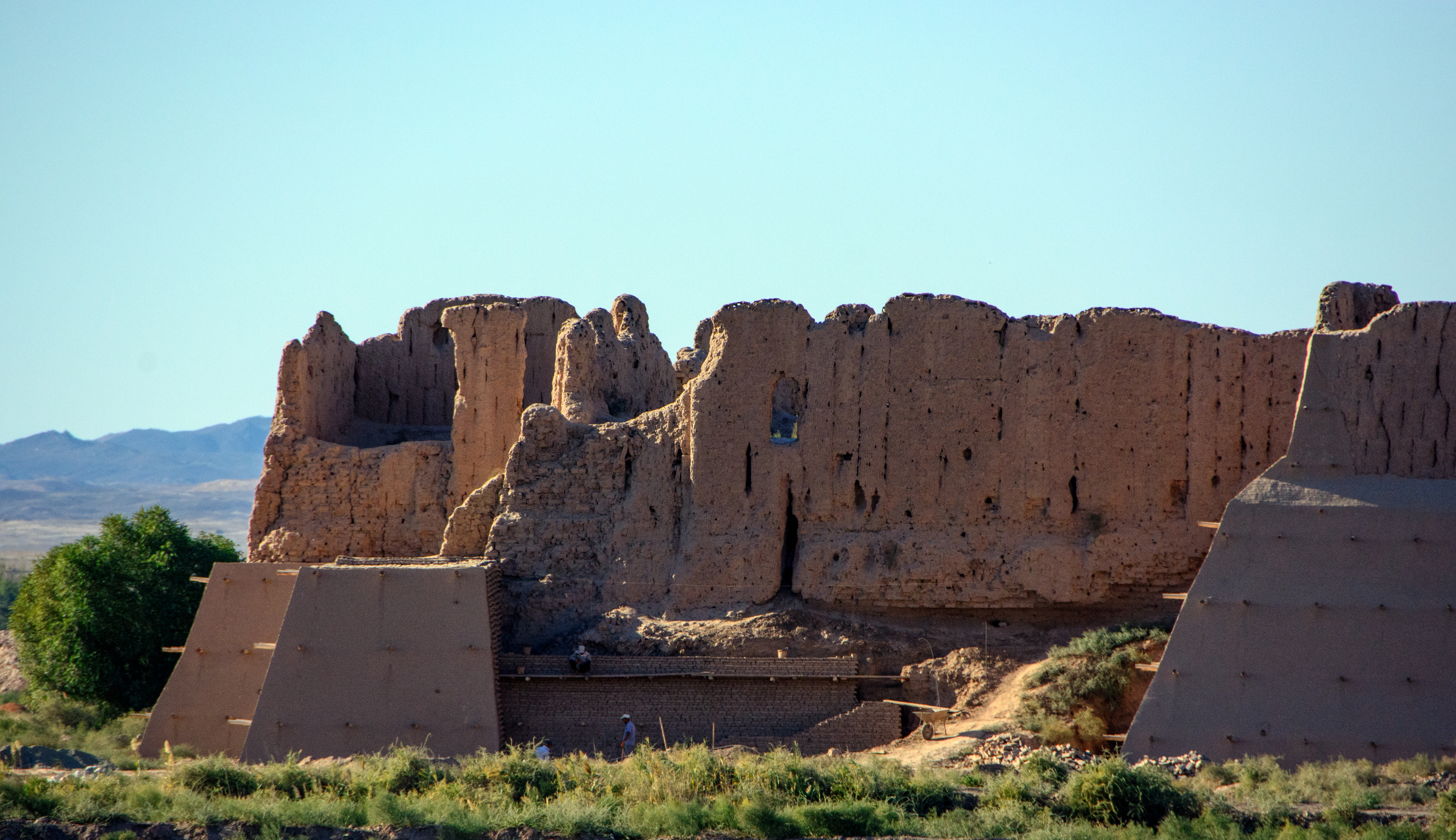
Anciens et nouveaux murs
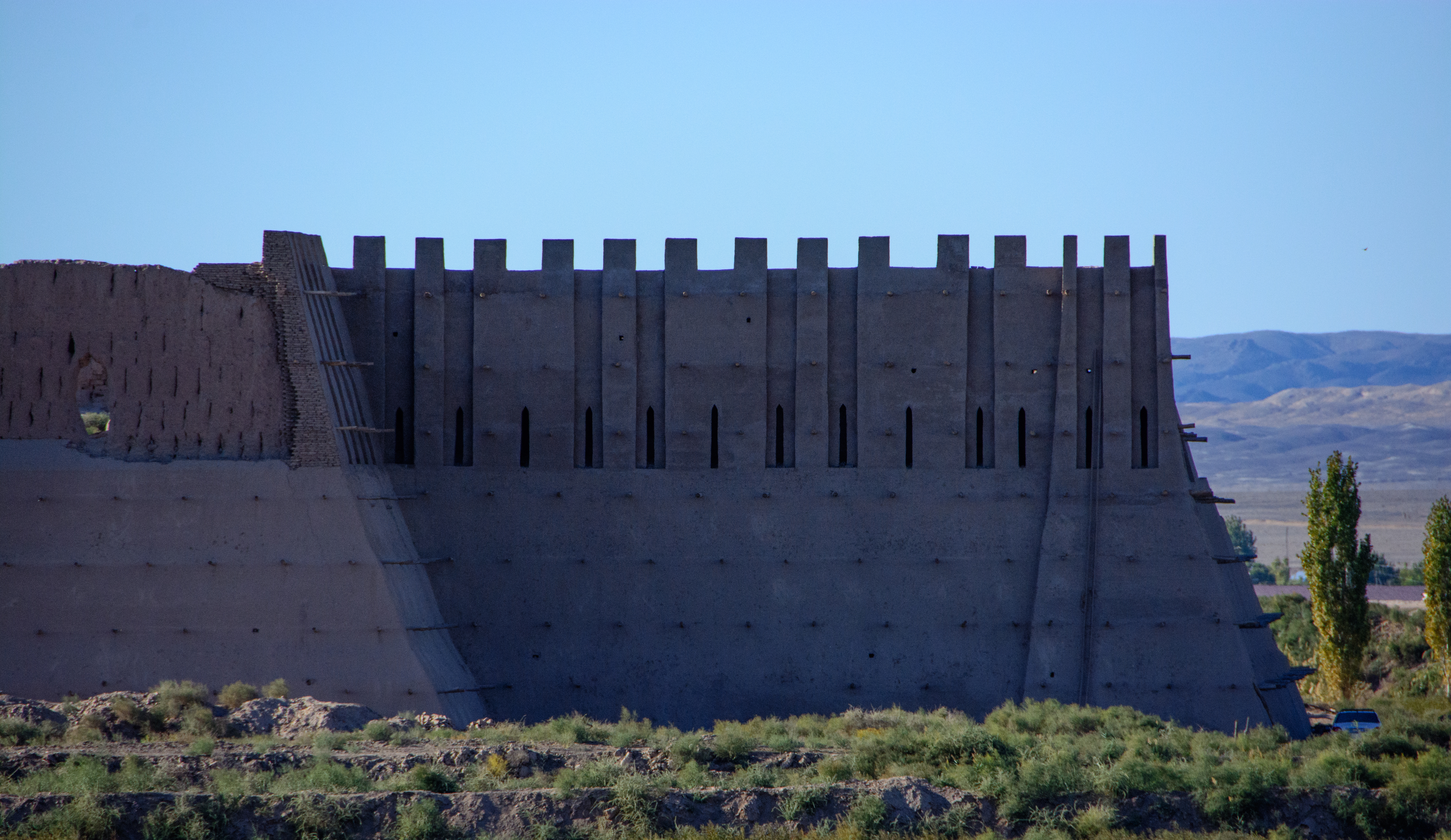
Détail des nouveaux murs de Kyzyk Kala
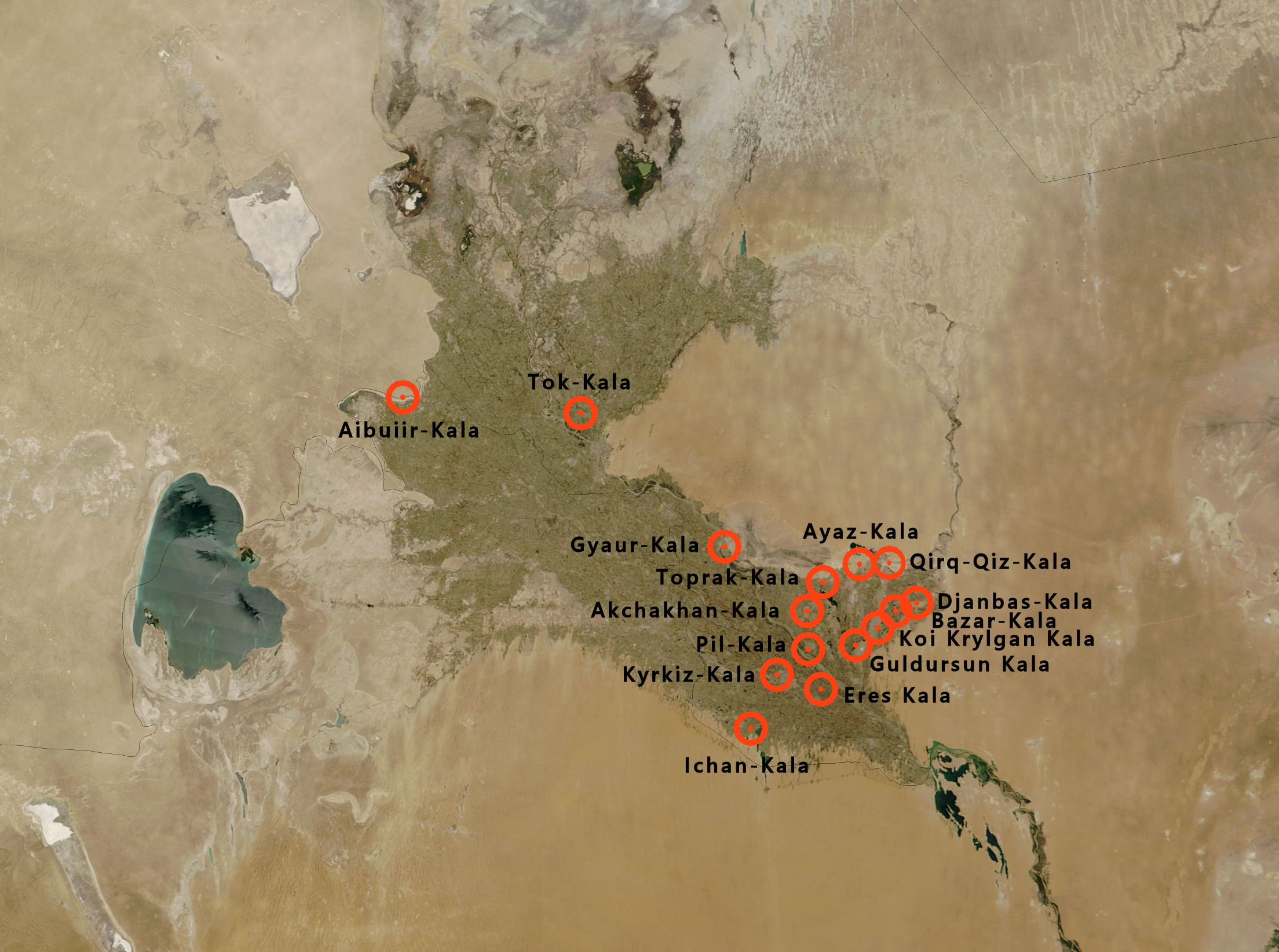
Localisation des autres forteresses du territoire de Chorasmie.